# Panzerzug Grom pobedy
Der Panzerzug Grom pobedy (russisch Бронепоезд Гром победы Bronepojesd Grom pobedy, deutsch: Siegesdonner) war ein leichter Panzerzug der Weißen Armee aus der Zeit des Russischen Bürgerkrieges.

## Geschichte
Der Panzerzug Grom pobedy wurde im Nordkaukasus aufgestellt und der 9. Panzerzugdivision unterstellt.

## Technische Daten

### Lokomotive
Die Dampflokomotive des Panzerzug Grom pobedy war eine vollständig gepanzerte Lokomotive mit einem Schlepptender. Dieser Tender diente, neben der Versorgung mit Kohle, als Beobachtungsstand für den Kommandanten.

### Artilleriewagen
Der Panzerzug Grom pobedy verfügte über mindestens einen Artilleriewagen. Dieser war ein ehemaliger, vierachsiger Flachwagen, welcher einen gepanzerten Aufbau erhielt. An der Stirnseite befand sich ein Geschützturm mit einer 7,62-cm-Kanone. In der Mitte und am anderen Ende befand sich auf beiden Seiten je eine Schießscharte für ein Maschinengewehr.

### Abstoßwagen
An beiden Enden des Zuges befanden sich jeweils zwei zweiachsige Flachwagen, welche als Abstoßwagen dienten. Sie dienten dazu, den Panzerzug vor Minen oder Entgleisung zu schützen und Gefahren vor den wichtigen Wagen zu beseitigen. Zusätzlich dienten sie zum Transport von Material wie Schienen, Bahnschwellen, Fahrrädern oder sonstigem Material.

## Einsatz
Im September 1919 wurde der Panzerzug Grom pobedy bei der Unterstützung der Truppen der Weißen Armee beim Angriff auf Kursk eingesetzt. Ende Oktober 1919 verlegte der Panzerzug in das Gebiet um Orjol und nahm an mehreren Schlachten teil.
Im März 1920 verlegte der Panzerzug nach Tuapse und verblieb dort mehrere Tage. Am 23. März mussten dann mehrere Kampfwagen aufgrund von Beschädigungen am Bahnhof von Goitch zurückgelassen werden. Die restlichen Teile des Panzerzuges mit einem letzten verbliebenen Kampfwagen sicherten den Rückzug der Weißen Armee in Richtung Sotschi.
Am 2. April 1920 kam es in der Nähe des Bahnhofes Loo zu einem letzten Gefecht für den Panzerzug Grom pobedy. Hierbei wurde der letzte Kampfwagen so schwer beschädigt, dass die Besatzung den Panzerzug aufgeben und die restlichen Teile im Meer versenken musste.